# Teorema de l'Huilier

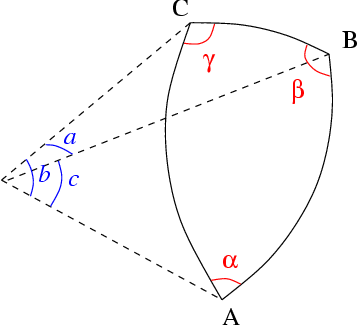
Notacions en un triangle esfèric

En trigonometria esfèrica, el teorema de l'Huilier relaciona l'àrea d'un triangle esfèric amb la longitud dels seus costats; per tant, constitueix una generalització de la fórmula d'Heró a una geometria no euclidiana. El seu nom es deu al matemàtic suís Simon L'Huilier (1750-1840).
En un triangle esfèric (vegeu figura adjunta) dibuixat sobre l'esfera de radi R, del qual els costats tenen dimensions angulars a, b i c, s'escriu el semiperímetre
{\displaystyle p={\frac {1}{2}}(a+b+c)\,}.
El teorema de l'Huilier estipula que la superfície del triangle val
{\displaystyle S=4R^{2}\arctan \left\{{\sqrt {\tan \left({\frac {p}{2}}\right)\tan \left({\frac {p-a}{2}}\right)\tan \left({\frac {p-b}{2}}\right)\tan \left({\frac {p-c}{2}}\right)}}\right\}}.
La fórmula d'Heró és el cas límit de la igualtat de damunt quan la curvatura de l'esfera es fa prou petita (el radi tendeix a infinit) i s'acosta a la geometria euclidiana: en efecte, quan a, b i c es fan petits respecte a 1 (R és gran respecte a BC, AC i AB) l'aproximació
{\displaystyle \tan x\approx \arctan x\approx x\,}
es pot admetre i l'expressió anterior esdevé la fórmula d'Heró.